# Heinkel HD 29
Die Heinkel HD 29 war ein deutsches Schulflugzeug der Ernst Heinkel Flugzeugwerke. Das Kürzel HD steht für „Heinkel Doppeldecker“.

## Entwicklung
Die HD 29 entstand 1925 als Weiterentwicklung des Schulflugzeugs HD 21. Im Aufbau praktisch identisch, war sie optisch nur durch den veränderten Strebenbock, der die obere Tragfläche mit dem Rumpf verband, von dieser zu unterscheiden. Das für die Einhaltung der nach dem Ersten Weltkrieg auferlegten Beschränkungen des Flugzeugbaus in Deutschland zuständige Alliierte Luftfahrt-Garantie-Komitee bestätigte am 28. Mai 1925 die zivile Auslegung des Flugzeugs. Im Heinkel-Werk Warnemünde wurde noch im gleichen Jahr ein Musterexemplar mit der Werknummer 227 gebaut. Sie erhielt das zivile Kennzeichen D–689 und nahm zusammen mit sechs HD 21 am Deutschen Rundflug von 1925 teil, wobei die HD 29 aufgrund der geringen Unterschiede ebenfalls als HD 21 gemeldet wurde.
Eine öffentliche Vorführung von insgesamt vier Heinkel-Typen – neben der HD 21 und HD 29 wurde auch deren Nachfolgemodell HD 32 sowie die HD 35 gezeigt – fand am 16. Dezember 1925 auf dem Flugplatz Berlin-Tempelhof statt. Neben der Presse waren auch in- und ausländische Vertreter staatlicher Behörden geladen worden, denen die Möglichkeit geboten wurde, die Modelle vor Ort im Flug zu testen. Eine Serienfertigung des Musters zog diese Präsentation aber nicht nach sich.

## Aufbau
Die HD 29 ist ein einstieliger, verspannter und stark positiv gestaffelter Doppeldecker in Holzbauweise mit Spornfahrwerk.
Rumpf: Der Rumpf besteht aus mit Stahldrähten ausgekreuzten Sperrholzspanten und vier mit Sperrholz verkleideten Längsholmen, die einen viereckigen Querschnitt mit einer Wölbung auf der Oberseite bilden und in eine senkrechte Heckschneide auslaufen. Hinter dem Motor besteht die Beplankung bis zum vor der ersten Kabine befindlichen Brandschott hin aus Aluminiumblech. Das Flugzeug ist mit drei Kabinen ausgestattet, deren vorderste – sofern nicht für einen Passagier benötigt – abgedeckt und alternativ als Gepäckstauraum verwendet werden kann.
Tragwerk: Die Tragflächen sind zweiteilig und bestehen aus einem mit zwei Kastenholmen und Sperrholzrippen versehenen Holzrahmen. Der Unterflügel besitzt eine leichte V-Stellung von 2°, während der Oberflügel gerade ausgeführt ist. Die Unterseiten sind zwischen den einzelnen Holmen mit Sperrholz beplankt, die restliche Fläche besitzt eine Stoffbespannung. Die Flügelnase ist ebenfalls aus Sperrholz gebildet. Die Flügel sind untereinander mit N-Stielen verbunden und verspannt, wobei der Oberflügel stark nach vorn gestaffelt ist. Die Baldachin-Verbindung besteht aus I-Stielen. Nur der Oberflügel verfügt über Querruder; in ihm sind auch die Kraftstoffbehälter mit einem Volumen von 150 Litern untergebracht.
Leitwerk: Das Leitwerk ist in Normalbauweise ausgeführt, wobei die Seitenflosse aus einem Holzrahmen mit Sperrholzbeplankung und die Höhenflosse aus einem Stahlrohrrahmen mit Stoffbespannung gebildet wird. Das Höhenruder ist aerodynamisch ausgeglichen und zum Rumpf hin mit zwei Streben abgestützt. Sämtliche Ruder sind aus mit Stoff bespanntem Stahlrohr gebildet.
Fahrwerk: Die HD 29 besitzt ein starres Hauptfahrwerk mit durchgehender Achse und Gummiseilfederung. Am Heck befindet sich ein Schleifsporn.

## Technische Daten
| Kenngröße             | Daten                                                        |
| --------------------- | ------------------------------------------------------------ |
| Besatzung             | 2–3                                                          |
| Spannweite            | oben 10,5 m unten 9,0 m                                      |
| Länge                 | 7,20 m                                                       |
| Höhe                  | 3,07 m                                                       |
| Flügelfläche          | 27,7 m²                                                      |
| Rüstmasse             | 680 kg                                                       |
| Zuladung              | 270 kg                                                       |
| Startmasse            | 950 kg                                                       |
| Antrieb               | ein flüssigkeitsgekühlter Sechszylinder-Viertakt-Reihenmotor |
| Typ                   | Mercedes D I                                                 |
| Kraftstoff            | 150 l                                                        |
| Startleistung         | 110 PS (81 kW)                                               |
| Nennleistung          | 100 PS (74 kW)                                               |
| Höchstgeschwindigkeit | 135 km/h                                                     |
| Reisegeschwindigkeit  | 120 km/h                                                     |
| Landegeschwindigkeit  | 70 km/h                                                      |
| Steiggeschwindigkeit  | 1,8 m/s                                                      |
| Steigzeit             | 9 min, 30 s auf 1000 m Höhe 25 min auf 2000 m Höhe           |
| Reichweite            | 565 km 154 km mit 2–3 Personen                               |
| Dienstgipfelhöhe      | 3100 m                                                       |